# Liste der Kulturdenkmäler in Hilgert
In der Liste der Kulturdenkmäler in Hilgert sind alle Kulturdenkmäler der rheinland-pfälzischen Ortsgemeinde Hilgert einschließlich des Ortsteils Faulbach aufgeführt. Grundlage ist die Denkmalliste des Landes Rheinland-Pfalz (Stand: 21. Dezember 2021).

## Einzeldenkmäler
| Bezeichnung          | Lage                         | Baujahr                            | Beschreibung                                                                           | Bild            |
| -------------------- | ---------------------------- | ---------------------------------- | -------------------------------------------------------------------------------------- | --------------- |
| Wohnhaus             | Hilgert, Bergstraße 4 Lage   | 17. oder 18. Jahrhundert           | Fachwerkhaus, teilweise massiv und verschiefert, wohl aus dem 17. oder 18. Jahrhundert | Fotos hochladen |
| Schulhaus            | Hilgert, Nordstraße 1 Lage   | 1884                               | ehemalige Schule; Backsteinbau, angeblich von 1884                                     | Fotos hochladen |
| Wohnhaus             | Hilgert, Schulstraße 2 Lage  | 18. Jahrhundert                    | Fachwerkhaus, teilweise massiv, 18. Jahrhundert, im frühen 19. Jahrhundert verlängert  | Fotos hochladen |
| Pfeifenbäckerei Hein | Hilgert, Schulstraße 18 Lage |                                    | Werkstatträume mit vollständiger Inneneinrichtung und Pfeifenofen                      | Fotos hochladen |
| Hofanlage            | Faulbach, Ortsstraße 5 Lage  | zweite Hälfte des 18. Jahrhunderts | Fachwerk-Streckhof, teilweise massiv, zweite Hälfte des 18. Jahrhunderts               | Fotos hochladen |